# Ерлан Ідрісов
Ерлан Ідрі́сов (каз. Ерлан Әбілфайызұлы Ыдырысов, 28 квітня 1959, Каркаралінськ) — казахстанський дипломат. Міністр закордонних справ Казахстану (1999—2002; 2012—2016).

## Біографія
Народився 28 квітня 1959 року в місті Каркаралінськ. У 1981 році закінчив факультет міжнародних економічних відносин Московського державного інституту міжнародних відносин (МДІМВ) МЗС СРСР, згодом — Дипломатичну академію Міністерства закордонних справ СРСР (1990—1992). Володіє казахською, російською, англійською, французькою мовами, урду та хінді.
У 1981—1985 рр. — референт-перекладач об'єднання «Тяжпромекспорт» Держкомітету СРСР із зовнішньоекономічних зв'язків, місто Карачі (Пакистан);
У 1985—1990 рр. — другий секретар консульського відділу, перший секретар — помічник міністра, завідувач відділу друку та інформації, радник з міжнародних економічних відносин, завідувач відділу державного протоколу Міністерства закордонних справ Казахської РСР;
У 1991 році — співробітник групи зовнішньої політики Посольства СРСР в Індії;
У 1992—1995 рр. — перший секретар Постійного представництва Республіки Казахстан при ООН;
У 1995—1996 рр. — начальник управління країн Америки, посол з особливих доручень Міністерства закордонних справ Республіки Казахстан;
У 1996—1997 рр. — помічник Президента Республіки Казахстан;
У 1997—1999 рр. — перший заступник міністра, директор департаменту, віцеміністр закордонних справ Республіки Казахстан;
У 1999—2002 рр. — Міністр закордонних справ Казахстану;
У 2002 році — Перший Віцеміністр закордонних справ Республіки Казахстан;
У 2002—2007 рр. — Надзвичайний та повноважний посол Казахстану у Сполученому Королівстві Великої Британії та Північної Ірландії, Надзвичайний та повноважний посол Казахстану у Швеції, Норвегії та Ірландії за сумісництвом;
У 2007—2012 рр. — Надзвичайний та Повноважний Посол Республіки Казахстан у Сполучених Штатах Америки;
У 2007—2012 рр. — Надзвичайний та Повноважний Посол Республіки Казахстан у Федеративній Республіці Бразилія за сумісництвом;
У 2012—2016 рр. — Міністр закордонних справ Казахстану;
З січня 2017 року — Надзвичайний та Повноважний Посол Республіки Казахстан у Сполученому Королівстві Великої Британії та Північної Ірландії;
З серпня 2017 року — Надзвичайний та Повноважний Посол Республіки Казахстан в Ісландії за сумісництвом.